# Rifugio Savigliano
Il rifugio Savigliano è un rifugio escursionistico in frazione Genzana del comune di Pontechianale, nella valle Varaita. Dispone di 50 posti letto.

## Caratteristiche
È una costruzione a due piani, ricavata dalla ristrutturazione di una struttura militare preesistente.
L'ultima ristrutturazione risale all'anno 2020, quando si è ridotto il numero dei posti disponibili per privilegiare il comfort degli ospiti, creando 6 camere con bagno interno privato.
Dispone di 25 posti letto, in camerette indipendenti da 1, 2, 4 posti. Sei camere su undici hanno bagno privato in camera, le altre hanno servizi e docce in comune al piano.
Offre servizio bar, ristorante ed alberghetto.
Dispone di una palestra di roccia attrezzata per principianti. È inoltre comodo punto di partenza per cascate di ghiaccio.

## Accesso
Dalla frazione genzana di Pontechianale si segue la strada provinciale per il colle dell'Agnello verso monte per alcune centinaia di metri; si svolta a destra su una ex strada militare seguendo le indicazioni, e dopo circa 200 m si raggiunge il rifugio.

## Ascensioni ed escursioni
- Vallone di Fiutrusa e cima di Pienasea
- Punta Tre Chiosis
- Punta della Battagliola
- Giro del Mongioia (3340 m) (Tour du Bric de Rubren) - da 3 a 6 giorni a seconda del percorso scelto
- Pic d'Asti (3219 m) - Giro del Pic d'Asti
- Rocca Bianca (3063 m) - Giro di Rocca Bianca
- Roc della Niera (3177 m)

## Traversate
- Rifugio Vallanta attraverso  Le Conce
- Rifugio Melezè attraverso il  colle del Bondormir
- Rifugio Agnel attraverso il Colle dell'Agnello

## Altre attività

### Cascate di Ghiaccio
- Cascata della Pineta Nord
- Palestra di ghiaccio del Castello